# The Frightening
The Frightening è un film del 2002 diretto da David DeCoteau.

## Trama
Il suo primo giorno alla Hallows End High School, il diciottenne Corey Peterson, appena trasferitosi in città, viene avvicinato da Mason, un altro ragazzo trasferitosi da poco, il quale gli racconta della morte di un suo amico che frequentava la scuola e gli consiglia di tenersi alla larga dal wrestler Perry e dalla sua banda. Quando due studenti scompaiono nel nulla, Corey decide di indagare insieme a Mason per scoprire cosa si nasconde dietro la loro scomparsa.

## Location
Il film è stato girato presso la Hollywood High School ad Hollywood e la Hamilton High School di West Los Angeles.